# Auto-Teile-Unger
Die A.T.U Auto-Teile-Unger Handels GmbH & Co. KG (ATU) mit Sitz in Weiden in der Oberpfalz ist ein Unternehmen, das mit Kraftfahrzeugzubehör, Autoersatzteilen und Reifen handelt sowie an die Filialen angeschlossene Kraftfahrzeug-Werkstätten betreibt. Seit 2016 gehört ATU zum französischen Mobivia-Konzern, der international weitere Unternehmen mit ähnlicher Ausrichtung wie beispielsweise Norauto oder Auto5 unter einem Dach vereint.

## Aktivitäten
ATU hat etwa 9.000 Mitarbeiter und 531 Filialen in Deutschland. 
In Werl (Nordrhein-Westfalen) befindet sich das Distributionszentrum, von wo aus alle Filialen und die Internetbesteller des Unternehmens beliefert werden.
Im Jahr 2024 wurden alle 25 österreichischen Filialen abgegeben; am 1. Februar 2024 übernahm die Werkstattkette Lucky Car 24 dieser Filialen. Damit reduzierte sich die Gesamtzahl aller Filialen von 556 auf 531.

## Geschichte

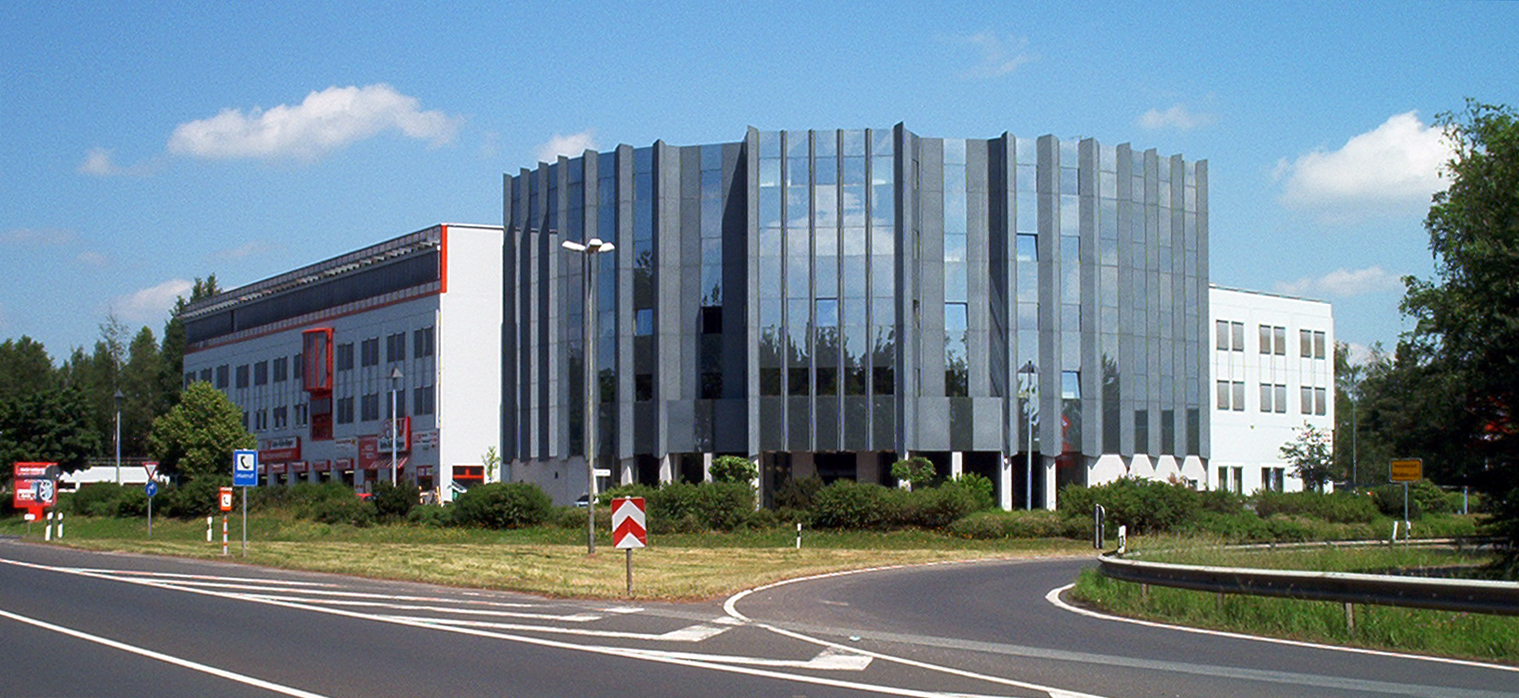
Hauptsitz in Weiden (2006)

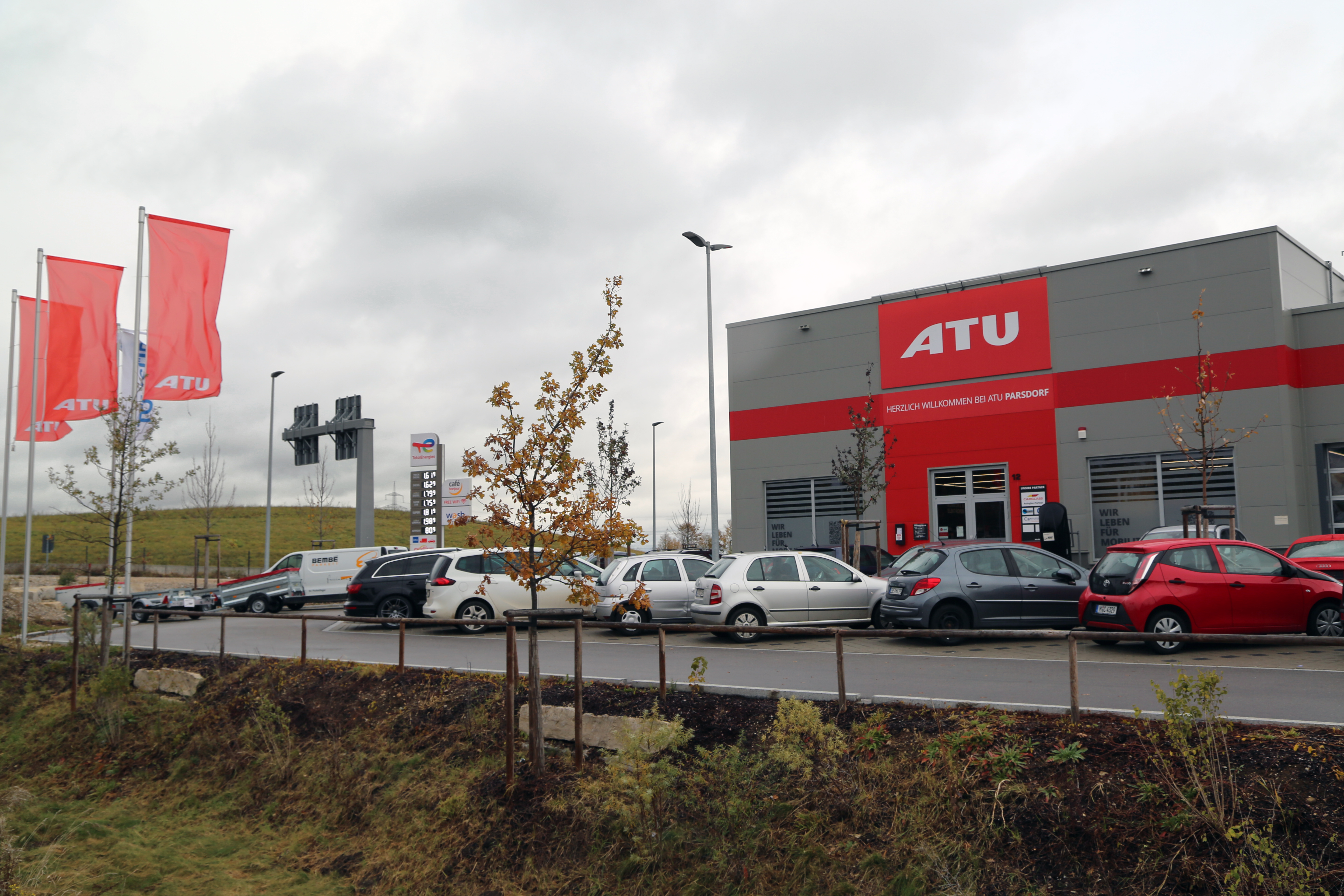
ATU-Filiale in Parsdorf bei München (2023)

Das Unternehmen wurde 1985 von Peter Unger gegründet. Im Juni 2002 wurden rund 80 % der Unternehmensanteile von der privaten Beteiligungsgesellschaft Doughty Hanson & Co gekauft. Ein für Mai 2004 geplanter Börsengang der ATU wurde abgesagt und daraufhin das Unternehmen an die Beteiligungsgesellschaft KKR für 1,45 Milliarden Euro verkauft. Doughty Hanson & Co kamen im Zuge des Wechsels als Minderheitseigner von ATU wieder an Bord. Im Februar 2010 übernahm KKR weitere 18,5 Prozent der Anteile vom Miteigner Doughty Hanson & Co.
Im Dezember 2013 übernahm der US-Investor Centerbridge, als größter Gläubiger von ATU, das Unternehmen mehrheitlich von KKR; KKR blieb mit drei Prozent an ATU beteiligt.
Im Februar 2014 teilte ATU mit, 900 Mitarbeiter in Deutschland zu entlassen. Einige Filialen wurden geschlossen, um sich den Umsätzen anzupassen.
Im Frühjahr 2015 folgte die Aufgabe von 16 Filialen in den Niederlanden und Tschechien. ATU blieben damit die Filialen in Deutschland, Österreich und der Schweiz.
Im Juli 2016 engagierte ATU den renommierten Sanierer Joachim Zims. Im September 2016 wurde ein möglicher Verkauf an den französischen Mitbewerber Mobivia bekannt;
da keine positive Fortführungsprognose bestand, begann eine dreiwöchige Frist zur Abwendung der Insolvenz oder Einreichung des Insolvenzantrags. Am 8. Dezember 2016 wurde kurz vor Ablauf der Frist ein Abkommen über die Werkstatt-Mieten von fast der Hälfte der Standorte erreicht und damit die drohende Insolvenz abgewandt, so dass Mobivia die Mehrheit an ATU übernahm.
Von Februar 2018 bis Frühjahr 2022 hielt der Reifenhersteller Michelin ein Fünftel der ATU-Firmenanteile. Die Anteile wurden von Mobivia wieder zurückgekauft.
Im April 2020 wurde beim Schweizer Ableger vom Konkursrichter Winterthur der Konkurs eingeleitet. Dies betrifft die 6 Filialen in der Schweiz mit 75 Mitarbeitern.
Sein Autoglasgeschäft hat ATU im Jahr 2021 an den Glasspezialisten Carglass verkauft. Die beiden Unternehmen sind dazu eine Kooperation eingegangen.

Ehemaliges Logo

Ehemaliges Logo

Ende 2021 wurde das neue Logo des Unternehmens auf der Firmenwebsite veröffentlicht. Dabei wurde das Design deutlich vereinfacht, so wurde beispielsweise auf die Autoreifen als Punkte sowie den Subclaim verzichtet. Darüber hinaus wurde ein dunklerer Farbton gewählt. Im Oktober des Jahres 2022 wurde bekannt, dass die Weidener Autowerkstattkette in den Fahrradmarkt einsteigen soll. Dazu wurde eine Pilotfiliale mit Fahrrad-Service in München eröffnet. Ende des gleichen Jahres gab das Unternehmen darüber hinaus bekannt, dass es zukünftig auch einen mobilen Service für ausgewählte Kfz-Dienstleistungen anbieten will.
Bereits im November 2023 wurde berichtet, dass die Werkstattkette Lucky Car die Übernahme aller österreichischen ATU-Werkstätten forcieren soll. Am 1. Februar 2024 gab A.T.U. Österreich bekannt, dass 24 der 25 österreichischen Filialen von Lucky Car übernommen und so über 270 der 430 Arbeitsplätze gesichert werden könnten. Bis Ende Sommer 2024 soll das Rebranding aller Standorte weitestgehend abgeschlossen sein.

## Sonstiges
Im August 2011 stellten vier Mechaniker einen Weltrekord beim Räderwechsel ohne elektronische Hilfsmittel auf. Mit einer Zeit von 1:43 unterboten sie den alten Rekord um 42 Sekunden. Sie erhielten einen Eintrag ins Guinness-Buch der Rekorde.
Am 5. September 2021 nahm ATU als Servicepartner und mit einem eigenen Renn-Team an dem Elektromarathon ED1000 teil. Unterwegs war das ATU-Team in einem U5 des chinesischen Herstellers Aiways, für den die Werkstattkette als autorisierter Service-Partner auch alle Werkstattleistungen übernimmt.
Im Mai 2023 wurde ATU das Ziel eines Cyberangriffs, der zu erheblichen Einschränkungen des laufenden Betriebs führte. Der Online-Shop war für mehrere Monate nicht verfügbar. Die Polizei ermittelte eine russische Hackergruppe als Verursacher.